# Родион
Родио́н (от др.-греч.  — «розоватый», «житель острова Родос») — мужское имя. Пришло на Русь из Византии через церковнославянский язык. Русская форма древнегреческого имени Иродион, имеющее толкование «герой», «героический». Раньше так называли церковнослужителей, затем представителей знати, после имя стало распространяться и на рядовых жителей. Покровитель имени — святой Родос, монах, проживший много лет в одиночестве на далёком острове. Он хотел искупить грехи людей, предающихся земным радостям, не заботящихся о душевном состоянии. О монахе узнали уже после его смерти — по записям, которые он вёл. Родоса причислили к лику святых.
От этого имени произошли фамилии: Родионов, Родивонов, Радивонов, Родин, Родигин, Родюков, Родькин, Родюшин, Родюшкин, Родюхин, Родионенко.

## Именины, святые покровители
Родион (Иродион), святой апостол, 23 (10) ноября. Жил в I веке, родственник апостола Павла. Был епископом в городе Татры, оставил кафедру, пошёл в Рим вместе с апостолом Павлом проповедовать Веру Христову. Был обезглавлен в тот же день и час, когда распяли апостола Петра.

## Народные приметы, обычаи
С Родиона начинаются стужа и метели: «Родион тепло гонит вон».